# Joakim Bouaziz
Pour les articles homonymes, voir Bouaziz.
Joakim Bouaziz, connu sous le nom de scène Joakim, est un musicien français, et l'un des acteurs de la scène électronique française. Diplômé d'HEC Paris (H.00), il est aussi producteur, DJ, fondateur des labels Tigersushi et Crowdspacer et remixeur (Charlotte Gainsbourg, Air, Tiga, Goldfrapp, Cut Copy entre autres).

## Biographie
Son label Tigersushi est devenu depuis sa création en 2000 une référence sur le plan de l'exigence musicale avec les compilations More GDM, So Young But So Cold, Kill The DJ, Dirty Space Disco, et les artistes Principles of Geometry, Poni Hoax, Panico, Guillaume Teyssier, Krikor, DyE...
L'univers musical de Joakim englobe aussi bien l'Indie Rock que le Disco le plus obscur, le Heavy Metal, la musique africaine, l'Acid Techno, la House de Chicago ou même la musique classique que Joakim a pratiqué de 6 à 22 ans en suivant une formation de piano au conservatoire de Versailles. Collectionneur de disque invétéré, Joakim a une approche amoureuse et encyclopédique de la musique, qui se transmet dans ses DJ sets éclectiques et dans sa musique syncrétique mêlant éléments synthétiques et organiques, instruments traditionnels, machines analogiques et expérimentations numériques.
En live, Joakim s'entoure de musiciens comme Mark Kerr (batterie), Juan De Guillebon (basse) ou Maxime Delpierre (guitare).
Joakim a également multiplié les collaborations. Réalisateur de disques pour des groupes comme Poni Hoax, Panico, Zombie Zombie ou encore Montevideo. La mode au travers de Colette en particulier (il signe la compilation Colette de 2007) ou de Michel Gaubert. L'art contemporain aussi : collaboration pour le festival Exit de la Maison des Arts de Créteil et plusieurs musiques de films et installations avec Camille Henrot, vidéo-performance avec Boris Achour dans le cadre de l'exposition de Dominique Gonzales-Foerster au MAM de Paris, compilation pour l'exposition de Joao Onofre. En 2019, son titre Sine Qua Non est associé à l'installation vidéo Corpflux de Maxime Guedaly à La Maison Close à Arles pendant les 50es Rencontres de la Photographie.
En 2022, il cofonde la plateforme Echio avec Tom Royer, un de ses amis à la fois développeur et amateur de musiques, qui a pour but de dénicher de nouveaux revenus pour les artistes, notamment par la présentation en live de studios et discussions autour de la création musicale. La plateforme a également pour but de favoriser l'apprentissage et la circulation du savoir dans la création sonore.

## Albums Solo
- 1999 : Tigersushi
- 2003 : Fantômes

1. Into
2. Are You Vegetarian?
3. John (feat. Katerine)
4. Epilogue de John
5. L'amour c'est pas pour les caniches
6. Cotton Gun
7. The Minimum Of Life
8. Resistance On an Island
9. Commercial Break
10. Come Into My Kitchen
11. Prélude à une Mouette
12. La Mouette
13. Fantômes

- 2007 : Monsters And Silly Songs

1. Monster #1
2. Sleep In Hollow Tree
3. I Wish You Were Gone
4. Tree Legged Lantern
5. Monster #2
6. Lonely Hearts
7. Peter Pan Over The Bronx
8. Rocket Pearl
9. Drumtrax
10. Everything Bright and Still

- 2008 : My Best Remixes
- 2009 : Milky Ways

1. Back To Wilderness
2. Ad Me
3. Fly Like an Apple
4. Spiders
5. Glossy Papers
6. Medusa
7. Love & Romance & a Special Person
8. King Kong Is Dead
9. Travel In Vain
10. Little Girl

- 2011 : Nothing Gold

1. Intro
2. Forever Young
3. Fight Club
4. Nothing Gold
5. Wrong Blood
6. Find a Way
7. Paranoid
8. In The Cave
9. Piano Magic
10. Labyrinth
11. Perfect Kiss

- 2014 : Tropics Of Love

1. Chapter 1
2. Bring Your Love feat. Luke Jenner
3. Three Laser Fingers
4. Heartbeats
5. Chapter 2
6. Each Other feat. Awketey
7. This Is My Life
8. RX777
9. Chapter 3
10. Man Like Moon
11. On The Beach
12. Hero